# Carl Perkins
Carl Lee Perkins (Tiptonville, Tennessee, 1932. április 9. – Jackson, Tennessee, 1998. január 19.) Grammy-díjas amerikai zenész, a rockabilly úttörője, amelyet a memphisi Sun Records stúdiójában alakítgatott az 1950-es évek elején.

## Gyermek- és ifjúkora
Egy szegény farmer gyermekeként született. Már korán megismerkedett a déli gospel zenével a fekete gyapotszedő munkások dalaiból. hét éves korában kezdett el gitáron játszani, amelyet apja készített egy szivardobozból, egy seprűnyélből és bálázó zsinegekből. Tizenhárom évesen megnyert egy tehetségkutató versenyt a Movie Magg című dallal, amelyet saját maga írt. Tíz évvel később ugyanezzel a dallal győzte meg tehetségéről Sam Phillipset, a Sun Records tulajdonosát.

## A Sun Recordsnál
1955 végén a nyomorgó Carl Perkins lejegyezte Blue Suede Shoes című dalát egy régi krumpliszsákra. Sam Phillips produceri munkájának köszönhetően a dalból hamar sláger lett. Az amerikai Billboard magazin country toplistáján az első helyet, pop toplistáján a másodikat, amíg a rhythm and blues toplistáján a harmadik helyezést tudhatta magának. Az Egyesült Királyságban a Top Ten (A Legjobb Tíz) listájába is bekerült. Ez volt az első olyan felvétel, amelyből a Sun Records több mint egy millió példányt adott el. Karrierje csúcsán egy majdnem halálos autóbaleset érte. Barátja, Elvis Presley is feldolgozta az általa írt slágert.

## A Columbia Recordsnál
Ezek után egy szerzeménye sem került be a Top 40-be. 1958-ban  a Columbia Recordshoz szerződött, ahol újabb kudarcok érték és végül alkoholistává vált. Ennek ellenére néhány korábbi, még a Sunnál kiadott dalát más együttesek továbbra is a figyelem középpontjában tartotta. A Beatles feldolgozta a Matchbox, a Honey Don't és az Everbody's Trying To Be My Baby című számait. 1968-ban Johnny Cash a Perkins által írt Daddy Sang Bass dallal a country toplisták élére került. A Country Zenei Szövetség az év dalának is jelölte. Cash unszolására Perkins abbahagyta az ivást és egy évtizedig a zenész utazó revüjében is részt vett. 1974. február 16-án a Hee Haw country zenei tévéműsorban tűnt fel.
1982-ben Paul McCartney nagy sikerű Tug Of War albumán a Get It című számot énekelték duettben.
Az 1980-as években végbemenő "rockabilly feltámadás" által Perkins újra a rivaldafénybe került. 1985-ben újra felvette a Blue Suede Shoes klasszikust a Stray Cats két tagjával mint a Porky bosszúja nosztalgiafilm betétdalát. 1986-ban George Harrisonnal, Eric Claptonnal és Ringo Starral szerepelt a Carl Perkins and Friends: A Rockabilly Session című angol tévéműsorban, Londonban.

## Az 1980-as években
1985-ben bevezették a Nashville Songwriters Hall of Fame (A Nasville-i Dalszövegírók Dicsőség Csarnoka) tagjai közé és 1987-ben zenei munkásságának  elismeréseként a Rock and Roll Hall of Fame tagjai közé is. A Blue Suede Shoes megkapta a The Rock and Roll Hall of Fame's 500 Songs that Shaped Rock and Roll  és a Grammy Hall Of Fame Award kitüntető címeket. Perkins a műfajért tett úttörő lépésekért pedig elnyerte a Rockabilly Hall Of Fame tagságát is.
1986-ban visszatért a Sun stúdiójába és csatlakozva Johnny Cash-hez, Jerry Lee Lewishoz és Roy Orbisonhoz megalkotta a Class Of '55 albumot. Az album Elvis Presley és a Million Dollar Quartet jam session (1956. december 4-én készült) emlékére készült. 

## Életének utolsó évei
Az utolsó albuma, a Go Cat Go! 1996-ban jelent meg sok más sztár közreműködésével a független Dinosaur Recordsnál és a BMG forgalmazásában.
Rockabilly sztárok (Presley, Lewis stb.) életrajzi filmjeiben is kapott kisebb szerepeket, egyetlen jelentősebb alakítása John Landis 1985-ös Into The Night filmjében volt.
Utolsó fontosabb fellépése a "Music for Monserrat" jótékonysági koncert volt a Royal Alber Hallban 1997. szeptember15-én.

## Halála
2 hónappal később a Jackson-Madison megyei kórházban gégerákban halt meg 65 éves korában. A tennessee-i Jackson város Ridgecrest temetőjében temették el. 
Felesége, Valda deVere Perkins 2005. november 15-én hunyt el.

## Emlékezete
2004-ben a Rolling Stone magazin a saját Minden Idők 100 Legjobb Művésze listáján a hatvankilencedik helyre rangsorolta őt.